# فرانك فورنير
فرانك فورنير (بالفرنسية: Frank Fournier)‏ هو مصور فرنسي، ولد في 18 أكتوبر 1948 في Saint-Sever ‏ في فرنسا.